# Cầu Phùng
Cầu Phùng là một cây cầu bắc qua sông Đáy trên Quốc lộ 32, nối liền hai huyện Đan Phượng và Phúc Thọ thuộc thành phố Hà Nội, Việt Nam.
Cầu có lý trình tại Km 23+500 Quốc lộ 32, cách trung tâm Hà Nội 20 km về phía tây và cách thị xã Sơn Tây 16 km về phía đông. Đầu cầu phía đông thuộc địa bàn thị trấn Phùng và xã Đồng Tháp của huyện Đan Phượng, còn đầu cầu phía tây thuộc địa bàn xã Hiệp Thuận của huyện Phúc Thọ.
Cầu Phùng được thiết kế vĩnh cửu bằng bê tông cốt thép và bê tông cốt thép dự ứng lực, có chiều dài 887 m, gồm 22 nhịp, mặt cầu rộng 15 m cho 4 làn xe lưu thông. Tốc độ thiết kế của cầu là 60 km/h.
Công trình có tổng mức đầu tư là 316 tỷ đồng từ nguồn vốn trái phiếu Chính phủ, được khởi công xây dựng vào tháng 3 năm 2008 và khánh thành ngày 30 tháng 9 năm 2010.
Trước khi cầu được đưa vào sử dụng, các phương tiện đi trên Quốc lộ 32 vượt sông Đáy bằng đường ngầm Phùng với kết cấu đập tràn đỉnh rộng, chiều dài 130 m. Hàng năm, vào mùa mưa bão, khi sông Hồng phân lưu về sông Đáy qua cửa Vân Cốc thì đường ngầm Phùng thường bị ngập. Cầu Phùng đi vào hoạt động đã giúp rút ngắn quãng đường 2 km so với lộ trình qua đường ngầm Phùng.